# Pomerape
Le Pomerape est un stratovolcan qui se trouve à la frontière entre la Bolivie (département d'Oruro) et le Chili (région d'Arica et Parinacota), dans les Andes. Il a une altitude de 6 222 mètres et constitue avec le volcan Parinacota les Nevados de Payachatas.

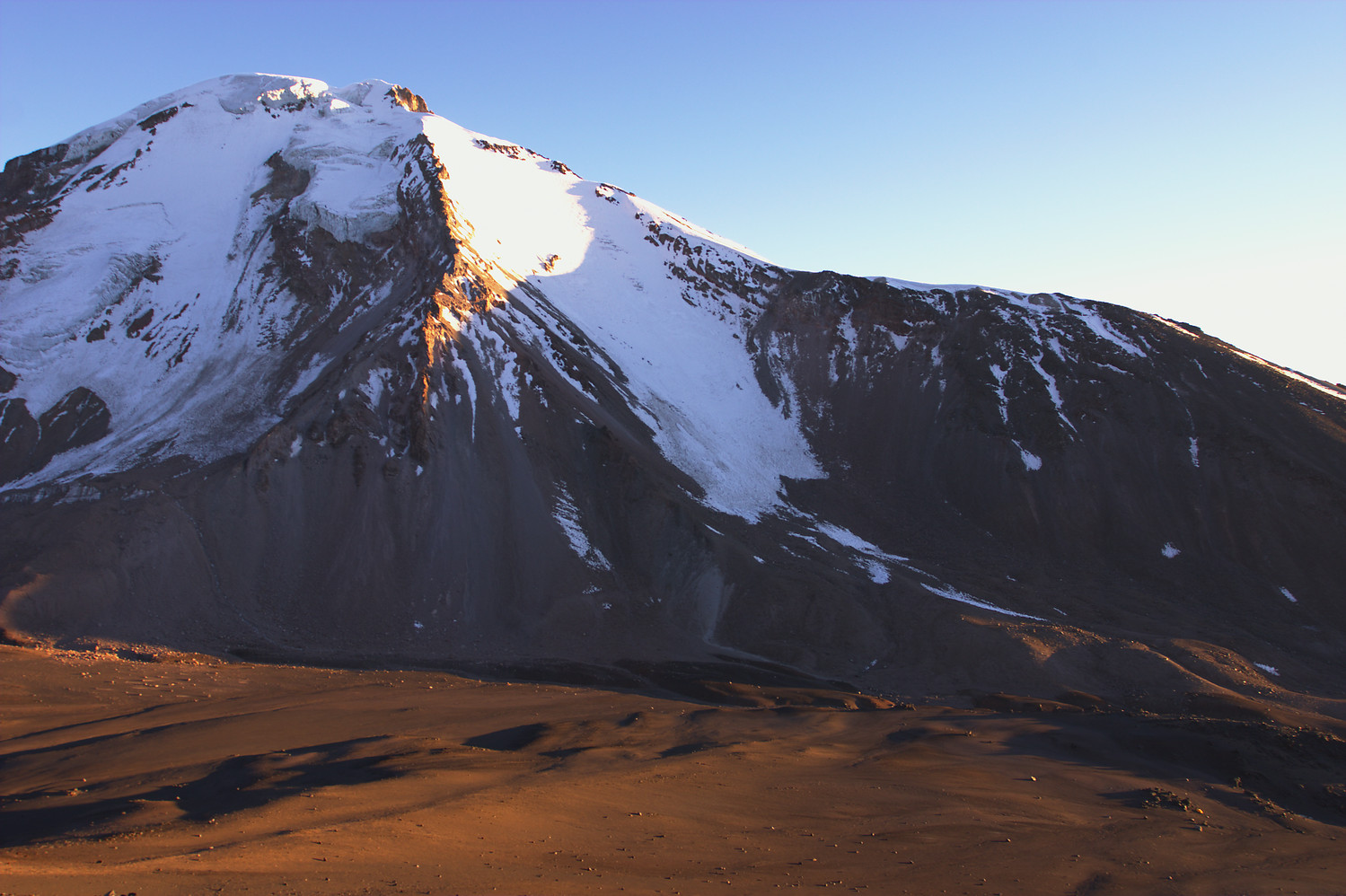
Vue du Pomerape depuis le Parinacota.